# قائمة فوربس لأغنى 50 شخصا في أستراليا
قائمة فوربس لأغنى 50 شخصًا في أستراليا هي قائمة بأغنى خمسين فردًا وعائلة في أستراليا، مرتبة حسب القيمة الصافية الشخصية التي تنشرها مجلة فوربس آسيا سنويا. وتقدم القائمة موجزًا قصيرًا عن بعض الأنشطة التجارية المعروفة للأفراد والأُسر، إلى جانب تعليقات على كيفية تغير ترتيبهم عن العام السابق، إذا ما أدرجت في القائمة. يتم نشر القائمة سنويا في يناير على الإنترنت ويتم تحديثها يوميا، وكذلك على الإنترنت.